# Poimenski seznam evroposlancev
Poimenski seznam evroposlancev je krovni seznam.

## Seznami
- Poimenski seznam evroposlancev iz Avstrije
- Poimenski seznam evroposlancev iz Belgije
- Poimenski seznam evroposlancev iz Bolgarije
- Poimenski seznam evroposlancev s Cipra
- Poimenski seznam evroposlancev iz Češke
- Poimenski seznam evroposlancev iz Danske
- Poimenski seznam evroposlancev iz Estonije
- Poimenski seznam evroposlancev iz Finske
- Poimenski seznam evroposlancev iz Francije
- Poimenski seznam evroposlancev iz Grčije
- Poimenski seznam evroposlancev iz Irske
- Poimenski seznam evroposlancev iz Italije
- Poimenski seznam evroposlancev iz Latvije
- Poimenski seznam evroposlancev iz Litve
- Poimenski seznam evroposlancev iz Luksemburga
- Poimenski seznam evroposlancev iz Madžarske
- Poimenski seznam evroposlancev z Malte
- Poimenski seznam evroposlancev iz Nemčije
- Poimenski seznam evroposlancev iz Nizozemske
- Poimenski seznam evroposlancev iz Poljske
- Poimenski seznam evroposlancev iz Portugalske
- Poimenski seznam evroposlancev iz Romunije
- Poimenski seznam evroposlancev iz Slovaške
- Poimenski seznam evroposlancev iz Slovenije
- Poimenski seznam evroposlancev iz Španije
- Poimenski seznam evroposlancev iz Švedske
- Poimenski seznam evroposlancev iz Združenega kraljestva
- Poimenski seznam vseh evroposlancev